# Bogdana, Teleorman
Bogdana là một xã thuộc hạt Teleorman, România. Dân số thời điểm năm 2002 là 3061 người.